# Austroagrion
Austroagrion (лат.) — род стрекоз из семейства стрелок (Coenagrionidae), включающий пять видов, распространённых в Австралазии.

## Описание
Небольшие черно-синие или зеленовато-синие стрекозы. Размах крыльев от 11 до 18 мм. Заглазничные пятная уменьшены. Птеростигма удлинённая. У личинок на прементуме нижней губы от пяти до семи пар, на щупиках от четырёх до семи пар щетинок.

## Экология
Личинки населяют водотоки и стоящие водоемы. Четыре вида включены в список угрожаемых видов Международного союза охраны природы как редкие и исчезающие.

## Систематика
Наиболее близкими являются роды Archibasis, Pseudagrion и Xanthagrion. Род включает пять видов
- Austroagrion cyane (Selys, 1876) typus
- Austroagrion exclamationis  Campion, 1915
- Austroagrion kiautai Theischinger & Richards, 2007
- Austroagrion pindrina Watson, 1969
- Austroagrion watsoni Lieftinck, 1982

## Распространение
Встречается на Австралии, Тасмании, Новой Гвинее и Новой Каледонии. Самым большим ареалом обладает вид Austroagrion watsoni.